# Nematopalaemon
Nematopalaemon is een geslacht van kreeftachtigen uit de klasse van de Malacostraca (hogere kreeftachtigen).

## Soorten
- Nematopalaemon colombiensis (Squires & Mora L., 1971)
- Nematopalaemon hastatus (Aurivillius, 1898)
- Nematopalaemon karnafuliensis (Ali Azam Khan, Fincham & Mahmood, 1980)
- Nematopalaemon schmitti (Holthuis, 1950)
- Nematopalaemon tenuipes (Henderson, 1893)